# خطیبی (زیرکوه)
خطیبی روستایی در دهستان افین بخش زهان شهرستان زیرکوه استان خراسان جنوبی ایران است. بر پایه سرشماری عمومی نفوس و مسکن در سال ۱۳۹۰ جمعیت این روستا ۹۰ نفر (در ۲۶ خانوار) بوده است.